# Steve Gerber
Stephen Ross "Steve" Gerber (20 de Setembro de 1947 - 10 de Fevereiro de 2008) foi um escritor de banda desenhada estadunidense sendo mais conhcido como o co-criador do personagem que fez sátira à Marvel Comics, Howard, o Pato. Outros trabalhos incluem Man-Thing, Omega the Unknown, Foolkiller, Void Indigo, Tales of the Zombie, Marvel Spotlight: Son of Satan, The Defenders, Marvel Presents: Guardians of the Galaxy, The Legion of Night, Nevada, Sludge, A. Bizarro e Hard Time.
Faleceu em 10 de janeiro de 2008 por problemas pulmonares, que já vinha sofrendo desde o início de 2007. Ele deixou a esposa e uma filha.